# N-ブチルアミン
n-ブチルアミン（ノルマルブチルアミン、英: n-Butylamine）は、化学式C4H11Nで表されるアミンの一種。医薬品製造の中間体や有機合成化学の原料として用いられる。

## 合成
触媒の存在下でブタノールまたはブチルアルデヒドと、アンモニアとを反応させて得られる。吉草酸のシュミット反応により製造する方法もある。

## 用途
界面活性剤や合成ゴム、染料、医薬品、農薬の原料、化学反応の触媒などとして用いられる。

## 安全性
日本の消防法では第4類危険物第1石油類に分類される他労働安全衛生法、船舶安全法、航空法の規制を受ける。ラットに経口投与した場合の半数致死量（LD50）は200mg/kgのデータがある。動物実験では経皮毒性及び皮膚・眼への腐食性が確認されている。蒸気の吸入により肺水腫を起こすことがある。引火性があり、n-ブチルアミンの蒸気と空気との混合により爆発性の気体を生じる。水生生物への毒性があるが、急速に分解されるため蓄積性は低い。